# Цирк
Циркът е вид сценично изкуство. Така се наричат също цирковата трупа (компания) и цирковата сграда или шатра (шапито).
Представя се от група (обичайно пътуваща) от изпълнители, включваща акробати, клоуни, фокусници, жонгльори и дресьори с техните животни. Представленията (цирково шоу) се играят най-често на кръгла площадка, наречена арена или манеж.

## Етимология
Използвана за първи път в Англия през XIV век, думата „цирк“ (на английски: circus) произхожда от латински, в който навлиза от старогръцката дума за кръг – на старогръцки: κρίκος. В своята книга De Spectaculis раннохристиянският автор Тертулиан твърди, че първите циркови игри са поставени от богинята Цирцея в чест на баща ѝ Хелиос, бог на Слънцето.

## История
В Древен Рим циркът е открита, обикновено пясъчна арена и място за конни състезания, състезания с колесници, а по-късно и за други зрелища – например гладиаторски борби. Постепенно този вид забавления се разпространяват в целия елинистичен свят, често практикувани на мащабни хиподруми, най-известен от които е този в Константинопол.

В по-късни времена различни изкуства, впоследствие обединени в цирковото, се развиват както в Източна, така и в Западна Европа. Циркът в сегашния му вид се появява в края на XVIII в. На 9 януари 1768 английският шоумен Филип Астли поставя първото такова представление в Лондон. През 1772 г. той построява в Париж кръгла зала, която нарича „цирк“ (от англи, и започва да дава представления, включващи акробатически и ездачески трикове. Скоро след това италианецът Антонио Франкони и семейството му построяват своя арена. Те въвеждат в програмата пантомима и борби между кучета и диви животни. Първият, който използва огромна платнена палатка за циркови представления, е Джошуа Пърди Браун (1825).
Циркът в Съветска Русия е национализиран през 1919 г., като е създаден Държавният университет за циркови и вариететни изкуства (1927), известен с популярното име Московско цирково училище. Когато то започва турнета по света през 1950 година, представленията му надминават по сложност и оригиналност всичко, което е съществувало до онзи момент в цирковото изкуство.
В началото на 21 век сред най-добрите циркове са канадският Цирк дю Солей (Cirque du Soleil) и френските Цирк д'ивер (Cirque d’hiver) и Цирк д'ете (Cirque d' été). 
България също има свой принос в международното цирково изкуство със значими компании, като Софийски държавен цирк и прочути трупи като Трупа "Балкански". За основоположник на българския цирк се смята Петър Панайотов.

## Артисти
- Акробати
- Клоуни
- Фокусници и жонгльори
- Дресьори на животни